# Anourosorex squamipes
Anourosorex squamipes е вид бозайник от семейство Земеровкови (Soricidae).

## Разпространение
Видът е разпространен във Виетнам, Индия, Китай, Лаос, Мианмар и Тайланд.